# 徐梓耀
徐梓耀（英語：Keian Chui Tze Yiu，1979年7月14日—），香港電影導演、編劇，香港演員徐少強之長子。 出身於廣告行業，曾經於李奧貝納廣告Leo Burnett Worldwide、麥肯廣告McCann Erickson等國際機構擔任創作職務，2012年開始涉足影視製作，2017年曾經在天下一集團任職編劇，導演及編劇包括中港合拍院線電影《曾經擁有》、《YOLO》、香港院線電影《假冒女團》及香港電視劇集《地產仔》等等。

## 電影
| 年份   | 片名                       | 職務           |
| 2012年 | 紮職                       | 副導演         |
| 2013年 | 爛滾夫鬥爛滾妻             | 副導演         |
| 2015年 | 台北夜蒲團團轉             | 執行導演／編劇 |
| 2016年 | 風不止                     | 編劇／美術指導 |
| 2021年 | 假冒女團                   | 導演／編劇     |
| 2025年 | 曾經擁有（前名：電影痴漢） | 導演／編劇     |
| 待上映 | YOLO                       | 導演           |

## 劇集
| 年份   | 片名   | 職務       |
| 2020年 | 地產仔 | 導演／編審 |

## 音樂
| 年份   | 片名              | 職務                     |
| 2020年 | That’s Why        | 填詞 (地產仔主題曲)      |
| 2020年 | 每一秒等待        | 填詞 (地產仔片尾曲)      |
| 2020年 | 懷念晴朗的雨天    | MV導演 (ONE PROMISE歌曲) |
| 2021年 | 不死之身          | 填詞 (假冒女團主題曲)    |
| 2021年 | 新星傳說          | 填詞 (假冒女團片尾曲)    |
| 2021年 | Don't be shy      | 填詞 (假冒女團插曲)      |
| 2025年 | 曾經擁有          | 填詞 (曾經擁有主題曲)    |
| 2025年 | 票房加多幾個零    | 填詞 (曾經擁有插曲)      |
| 待上映 | We Only Live Once | 填詞 (YOLO主題曲)        |

## 短片及其他
| 年份   | 片名     | 職務                   |
| 2017年 | 幸運兒   | 美術指導（鮮浪潮短片） |
| 2017年 | 全面設防 | 美術指導（網絡電影）   |
| 2018年 | 同根生   | 導演／編劇（網絡電影） |
| 2018年 | 丫頭     | 導演／編劇（網絡電影） |

## 外部連結
- 徐梓耀的Facebook專頁
- 徐梓耀的Instagram帳戶
- 徐梓耀在互联网电影资料库（IMDb）上的資料（英文）
- 徐梓耀在豆瓣上的资料（简体中文）
- 徐梓耀在香港影庫上的簡介